# ایسوس (کیلیکیه)

موقعیت جغرافیایی ایسوس در امتداد یک گلوگاه استراتژیک بین مناطق کوهستانی داخلی در یک دشت ساحلی در استان فعلی ختای ترکیه قرار دارد.

ایسوس یا اسوس (فینیقی: Sissu; یونانی باستان: Ἰσσός یا Ἰσσοί) یک سکونتگاه باستانی در دشت ساحلی استراتژیک است که بر روی رودخانه کوچک پیناروس (یک جریان آب گرم سریع به عرض چند متر) در زیر کوه‌های داخلی دشوار که از بالا به سمت شرق در استان ختای ترکیه، نزدیک مرز سوریه قرار دارد. می‌توان آن را با Kinet Höyük در روستای Yeṣilköy در نزدیکی دورتیول در استان ختای ترکیه شناسایی کرد. حفاری روی این تپه بین سال‌های ۱۹۹۲ تا ۲۰۱۲ توسط دانشگاه بیلکنت انجام شد. به دلیل اینکه محل کمتر از سه نبرد سرنوشت‌ساز باستانی یا قرون وسطایی است، قابل توجه است که هر کدام در دوره خود نبرد ایسوس نامیده می‌شوند:
1. نبرد ایسوس (۳۳۳ پیش از میلاد) ؛ اسکندر مقدونی، داریوش سوم هخامنشی را شکست داد. این نبرد گاهی اولین نبرد ایسوس نامیده می‌شود، اما به دلیل اهمیت پیروزی اسکندر بر اولین شاهنشاهی ایران و تأثیر آن بر تاریخ بعدی منطقه، از جمله تمام سیاست. های جانشین، به‌طور کلی به عنوان نبرد ایسوس شناخته می‌شود.
2. نبرد ایسوس (۱۹۴ میلادی) یا نبرد دوم ایسوس ؛ بین نیروهای امپراتور سپتیمیوس سوروس و رقیب او، پسنیوس نیگر.
3. نبرد ایسوس (۶۲۲) یا نبرد سوم ایسوس ؛ بین امپراتوری بیزانس و شاهنشاهی ایران ساسانی.

اینکه آیا ایسوس هنوز در یک سکونتگاه مدرن وجود دارد یا خیر، بحث داغی در میان محققان است. صرف نظر از اینکه کدام نهر کوهی محل نبردها بوده‌است، شهر قدیمی در نزدیکی اسکندرون امروزی ترکیه و در خلیج اسکندرون واقع شده‌است. امروزه هیچ شهری در دو طرف رودخانه پیناروس وجود ندارد که ممکن است به آن ایسوس گفته شود یا نباشد.
اگرچه زمانی ایسوس به عنوان مقر اسقفی در نظر گرفته می‌شد، اما هیچ مدرکی برای حمایت از این ایده وجود ندارد: ایسوس در " Notitiae Episcopatuum " از پاتریارک انطاکیه، که استان رومی کیلیکیه به آن تعلق داشت، ذکر نشده‌است.